# Ohonica
Ohonica – wieś w Słowenii, w gminie Borovnica. W 2018 roku liczyła 84 mieszkańców.